# Gloǵi
Gloǵi (en macédonien Глоѓи ; en albanais Gllogja) est un village du nord-ouest de la Macédoine du Nord, situé dans la municipalité de Téartsé. Le village comptait 1295 habitants en 2002. Il est majoritairement albanais.

## Démographie
Lors du recensement de 2002, le village comptait :
- Albanais : 983
- Macédoniens : 310
- Turcs : 1
- Autres : 1